# KIZUNA〜絆
「KIZUNA〜絆」（キズナ）は、日本の女性歌手、彩音のデビューシングル。2004年10月20日にサイトロン・デジタルコンテンツより発売された。

## 概要
- 表題曲はテレビアニメ『W〜ウィッシュ〜』のオープニングテーマに起用され、カップリング曲はPlayStation 2用ゲームソフト『W〜ウィッシュ〜』のエンディングテーマに起用されている[2]。
- ジャケットイラストは同ゲームのキャラクターデザインを務める新田靖成が担当している。
- 本人の2枚目のオリジナルアルバム『Elephant Notes』に収録され、またはデビュー10周年を記念したアルバム『Base Ten』に「KIZUNA ～絆 ～10th anniv.ver.～」として新規録り下ろしバージョンが収録されている。

## 収録曲
| 全作曲: TARAWO。 |                           |            |            |          |      |
| #                | タイトル                  | 作詞       | 作曲・編曲 | 編曲     | 時間 |
| 1.               | 「KIZUNA〜絆」            | 彩音       | TARAWO     | TARAWO   | 4:16 |
| 2.               | 「Fly away」              | 志倉千代丸 | TARAWO     | 上野浩司 | 5:01 |
| 3.               | 「KIZUNA〜絆」(off vocal) |            | TARAWO     |          | 4:16 |
| 4.               | 「Fly away」(off vocal)   |            | TARAWO     |          | 4:59 |
| 合計時間:        | 合計時間:                 | 合計時間:  | 合計時間:  | 18:32    |      |

## 参加ミュージシャン
| KIZUNA〜絆 - Chorus：彩音、名取友美 - Guitar：陳詠福 - Bass：木下伴之 | Fly away - Chorus：彩音、上野浩司 |

## スタッフ・クレジット
| Engineer (Rec & TD) : 関朋充 (#1), 野川靖友 (SCITRON DISCS) (#2) Studio (Rec & TD) : studio TAKE ONE (#1), STUDIO SOUND SHIP (#2) Director & Total Coordinate: 斎藤滋 / Animation "W-Wish" Music Director (SCITRON DISCS) CD MASTERING: STUDIO SOUND SHIP Cover Illustration: 新田靖成 Photographer: 吉本隆彦 Hair & Make-up & Styling: ちなみちよ | Design Control: 小田能知 (SCITRON DISCS) Organization Control: 二田祐樹 (SCITRON DISCS) Disc promotion: 高橋克典, 外崎剛 (SCITRON DISCS) Desk: 開麻実 (SCITRON DISCS) Assistant Director: 牧野幸介 General Producer: 志倉千代丸 (SCITRON DISCS) Executive Producer: 大野善寛 (SCITRON DIGITAL CONTENTS INC.) |